# Colina do Parlamento

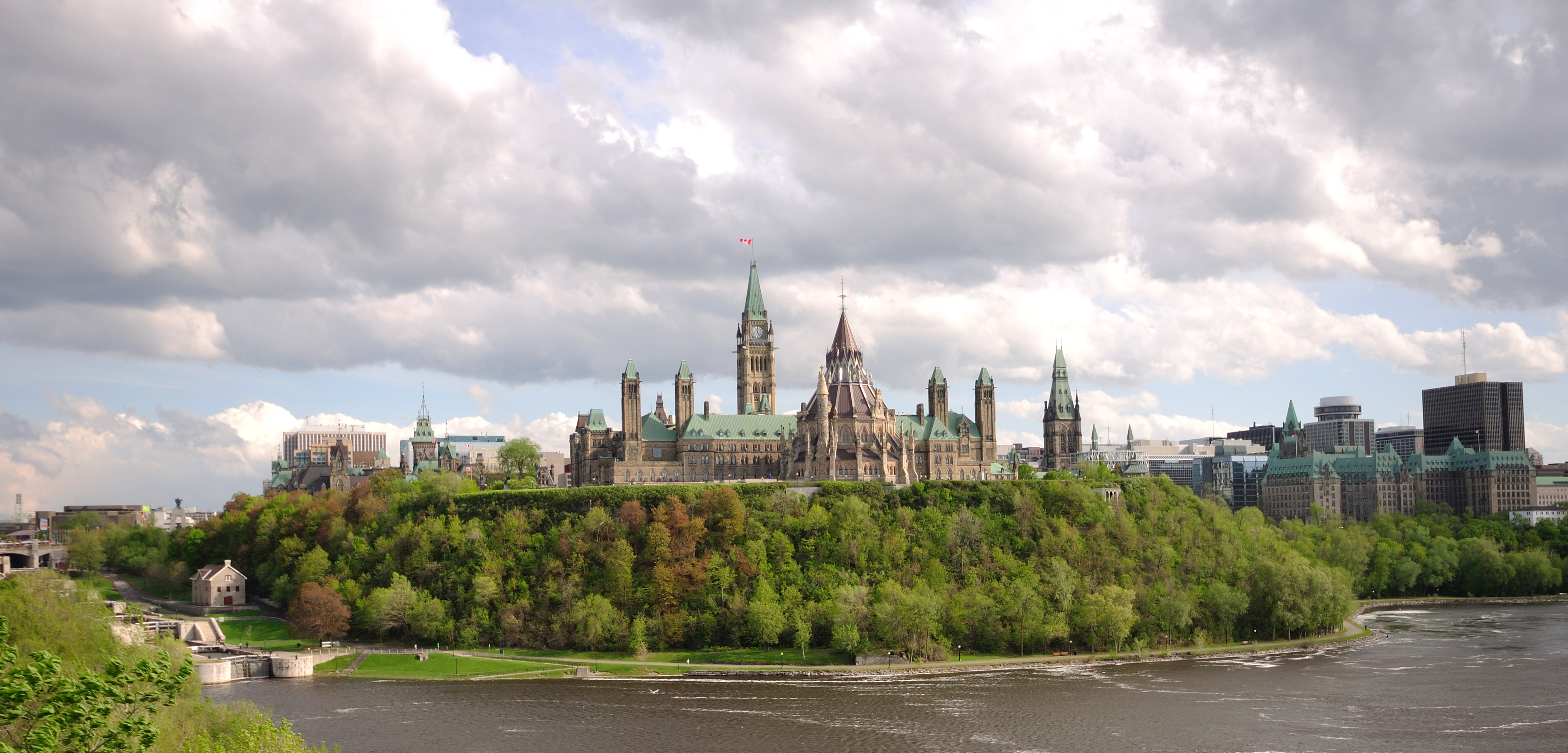
A Colina do Parlamento.

A Colina do Parlamento (em inglês:  Parliament Hill; em francês:  Colline du Parlement) é uma vasta área de Ottawa pertencente à Coroa canadense que abriga os edifícios do Parlamento do Canadá e outros prédios de grande significância cultural, como a Biblioteca do Parlamento. Situa-se às margens do rio Ottawa e recebe milhões de turistas ao ano atraídos pela arquitetura gótica outros vários monumentos do conjunto.

## História
Após a fundação de Ottawa (à época "Bytown"), em 26 de setembro de 1826, os idealizadores do Canal Rideau estabeleceram a base militar "Barrack Hill" onde hoje se encontra a Colina do Parlamento. Também foi planejada uma grande fortaleza que nunca chegou a sair do papel.
Em 1858, a Rainha Vitória apontou "Bytown" como nova capital da Província do Canadá e "Barrack Hill", como já pertencia exclusivamente à Coroa britânica, tornou-se sede provisória do parlamento. No mesmo ano, foi organizado um concurso com 298 competidores para definir o melhor projeto para a construção do novo parlamento. Em Agosto de 1859, o governador-geral Edmund Walker Head anunciou publicamente os vencedores e seus projetos. A equipe liderada por Thomas Fuller e Chilion Jones ficaram responsáveis pelo Centre Block e a equipe de Thomas Stent e Augustus Laver ficaram com o East e West Block.
A construção começou em 1859 com a pedra angular do Centre Block sendo fixada pelo Príncipe Alberto Eduardo em 1 de setembro. Em 1866, as províncias britânicas formaram a Confederação do Canadá e escolheram os prédios ainda inacabados da Colina do Parlamento como sede do novo parlamento. O conjunto foi definitivamente concluído em 1876 e permaneceu sede do parlamento canadense.
Em 3 de fevereiro de 1916, um incêndio originado na Câmara dos Comuns se alastrou por todo o Centre Block e parte da Biblioteca do Parlamento, que teve parte de seu acervo perdido. Os parlamentares passaram a se reunir no Victoria Memorial Museum (atualmente Canadian Museum of Nature). Enquanto isso, teve início a reconstrução do Centre Block sob o projeto de John Pearson e Jean Omer Marchand. Ainda em 1916, apesar das tensões da Guerra Mundial, o governador-geral e príncipe Artur, Duque de Connaught recolocou a pedra angular no prédio consumido pelo fogo. A nova Colina do Parlamento foi inaugurada em 1922. Logo após recebeu Jorge VI e a rainha Elizabeth em visita oficial ao Parlamento. Também foi sede das comemorações do Dia da Vitória na Europa, o primeiro hastear da Bandeira do Canadá e do Centenário do país.
Em 22 de outubro de 2014, tiroteios se sucederam na Colina, principalmente no edifício do Parlamento do Canadá, resultando na morte do atirador e de outra pessoa.